# El jockey
El jockey è un film del 2024 co-scritto e diretto da Luis Ortega.

## Trama
I fantini Abril e Remo corrono al soldo del potente gangster Sirena. Quando Remo uccide accidentalmente un costoso cavallo da corsa, Abril si mette sulle sue tracce per trovarlo prima che lo faccia Sirena.

## Promozione
Il primo teaser trailer del film è stato diffuso il 26 agosto 2024.

## Distribuzione
Il film è stato presentato in anteprima mondiale il 29 agosto 2024 in occasione della 81ª Mostra internazionale d'arte cinematografica di Venezia, prima di essere distribuito nelle sale argentine il 26 settembre successivo. Verrà distribuito nelle sale italiane da Lucky Red dal 17 luglio 2025.

## Riconoscimenti
- 2024 - Mostra internazionale d'arte cinematografica[5]
  - In concorso per il Leone d'oro[6]
  - In concorso per il Queer Lion[7]

## Accoglienza

### Critica
Simone Emiliani su Sentieri Selvaggi dà al film 2,5 stelle su 5 e scrive che Ortega "Sembra osare e cercare nuove strade ma invece si fa intrappolare dal uno stile che si adagia dalle parti di Kaurismäki. Parte forte ma poi non arriva al traguardo".